# Jean-Marie Bisaro
Jean-Marie Bisaro (né le 3 avril 1976 à Toulouse) est un joueur de rugby à XV évoluant au poste de troisième ligne (187 cm).

## Biographie
Malgré la chute du RC Narbonne en Pro D2 en mai 2007, il reste au club et devient capitaine de l'équipe.
Après plusieurs blessures, il doit mettre un terme à sa carrière en fin d'année 2009, quelques semaines après son coéquipier Philippe Spanghero.

## Carrière

### Clubs successifs
- Saverdun (Fédérale 3)
- Stade toulousain 1994-1999
- US Dax 1999-2002
- Castres olympique 2002-2004
- RC Narbonne 2004-2009
- Rugby olympique chaurien de juin à décembre 2009

## Entraineur
- 2010-2011 : RO Castelnaudary (avec Marc Bourrel)

## Palmarès
- Coupe Frantz Reichel :
  - Vainqueur (1) : 1995 (Stade toulousain)
- Championnat de France de rugby à XV :
  - Vainqueur (1) : 1997 avec le Stade toulousain
- Challenge Yves du Manoir :
  - Vainqueur (1) : 1998 avec le Stade toulousain